# Filialkirche Feistritz bei Knittelfeld

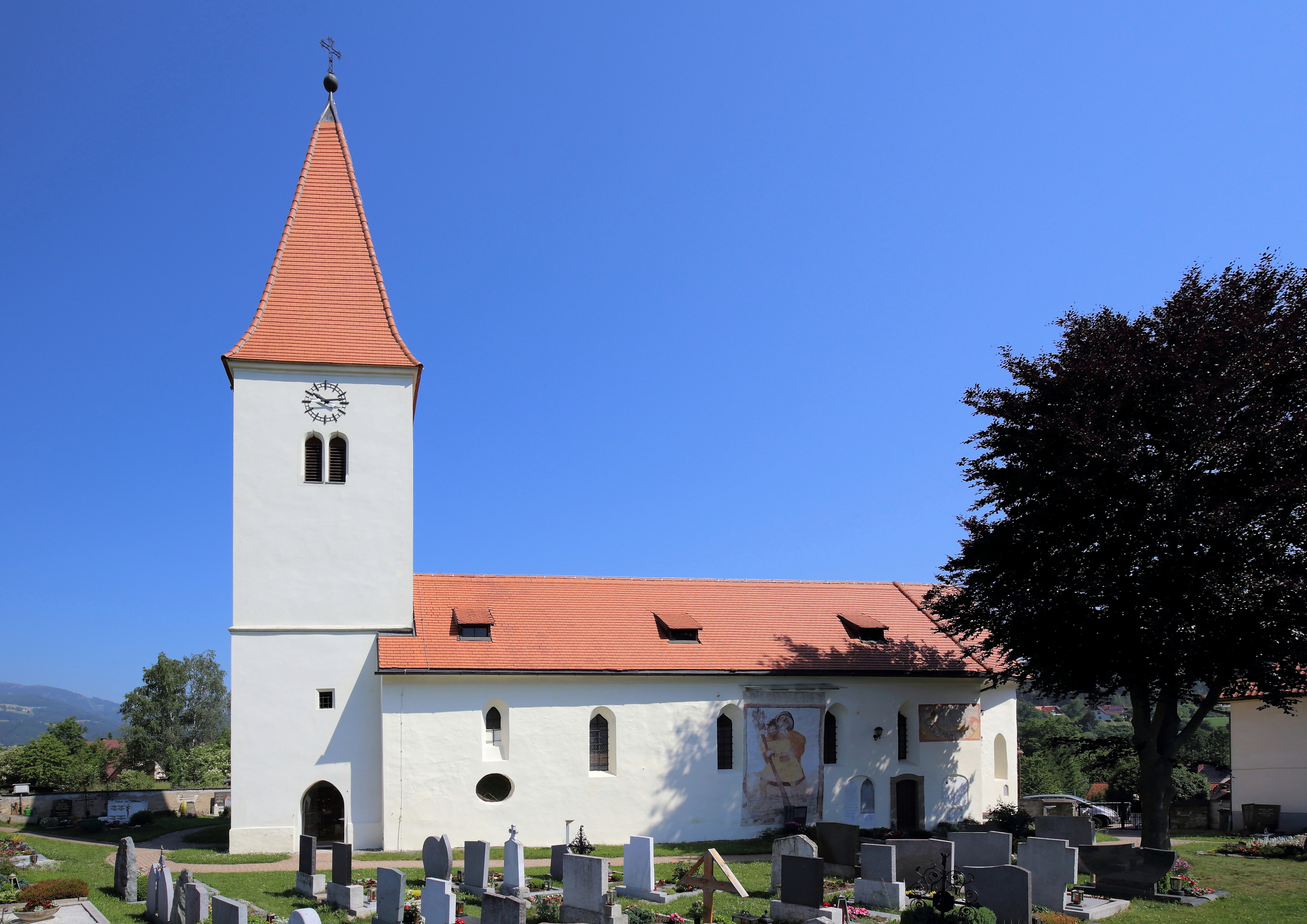
Katholische Filialkirche Hll. Johannes der Täufer und Johannes Evangelist in Feistritz bei Knittelfeld

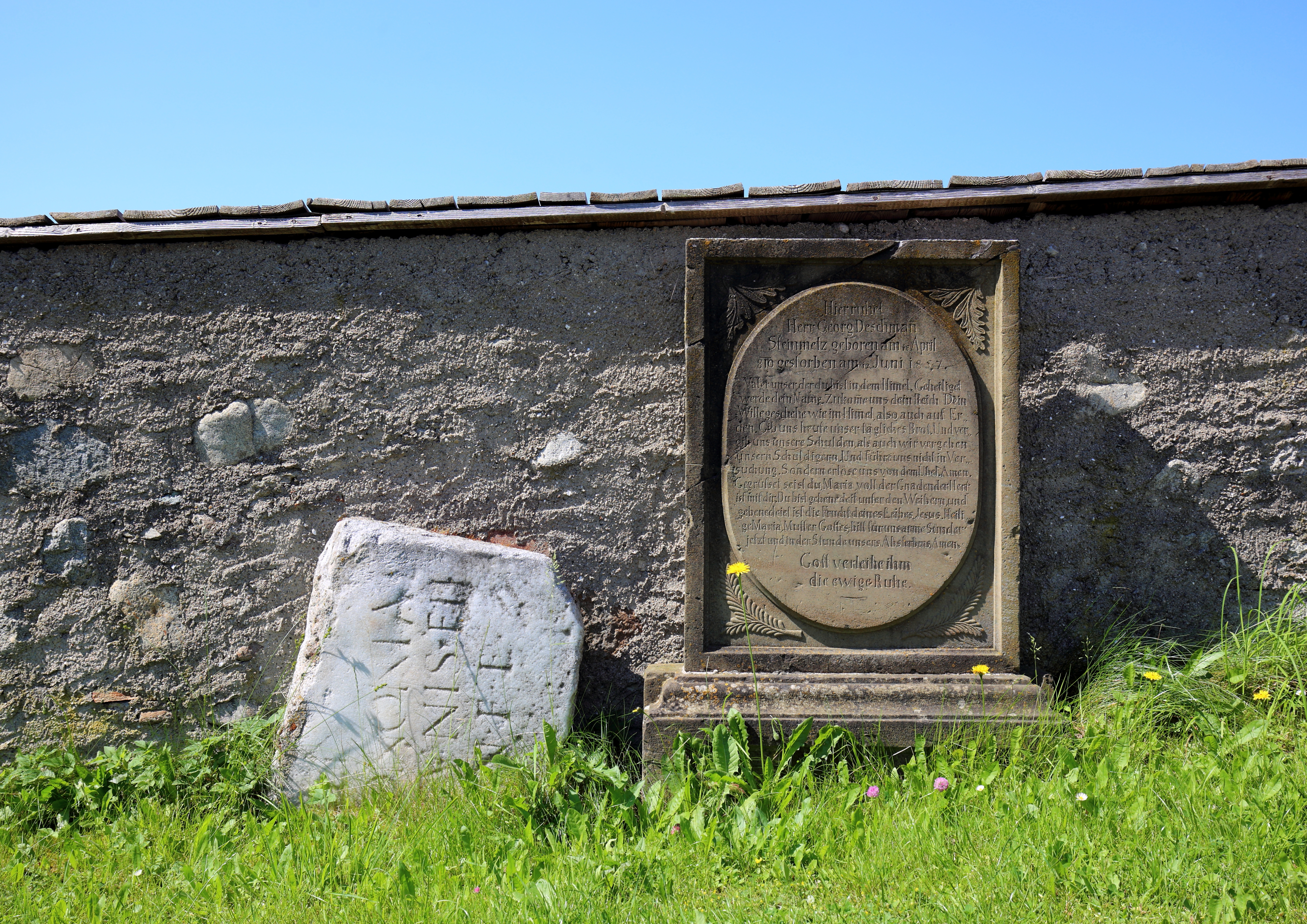
Im Friedhof: Beschrifteter Römerstein neben dem Grabstein zu Georg Deschmann

Die Filialkirche Feistritz bei Knittelfeld steht am Nordrand des Ortes Feistritz bei Knittelfeld in der Gemeinde Sankt Marein-Feistritz im Bezirk Murtal in der Steiermark. Die unter dem Patrozinium der Heiligen Johannes der Täufer und Johannes Evangelist stehende römisch-katholische Filialkirche der Pfarrkirche St. Marein bei Knittelfeld gehört zum Dekanat Knittelfeld in der Diözese Graz-Seckau. Die Kirche steht unter Denkmalschutz (Listeneintrag).

## Geschichte
Urkundlich wurde 1070 eine Kirche genannt. 1515 wurde die Kirche neu geweiht.
Der spätromanische Kirchenbau wurde gotisch und barock verändert.

## Architektur
Die Filialkirche steht leicht erhöht am Nordrand des Ortes in einem ummauerten Friedhof mit vier Initienkapellen.
Das rechteckige Langhaus mit einer Westempore unter eine Flachdecke erhielt um 1700 eine Stuckfelderdecke. Die außen rundbogigen Fenster zeigen sich innen spitzbogig. Im Norden ist eine Kapelle unter einem Halbtonnengewölbe angebaut, daran schließt östlich ein Sakristeianbau unter einem Spitztonnengewölbe an. Das Sakristeiportal ist gotisch spitzbogig und hat eine mit Eisenplatten beschlagene Tür. Der Fronbogen ist rundbogig. Die eingezogene Halbkreisapsis ist um eine Stufe erhöht und hat frühgotische schmale Ostfenster mit Nonnenschluss. Im Chor wurde im 16. Jahrhundert ein Sternrippengewölbe auf Renaissancekonsolen eingezogen. Der gotische Westturm mit Eckquadern und gekuppelten kielbogigen Schallfenstern trägt eine Spitzhelm, die Turmhalle ist dreiseitig offen. Das spätgotische profilierte und kielbogige Westportal hat eine Tür mit gotischen Beschlägen. Über dem Westportal nennt eine Inschrift die Jahresangabe 1592 und Benedict Wißmüller Andre Ruesoldt baidt Zechleidt.
1972 wurden im Kircheninneren Wandmalereien freigelegt: Der Chor zeigt am Gewölbe vegetabiles Rankenornament und an den Wänden Christus mit Salome und den Zebedäus-Söhnen, Stigmatisation des hl. Franziskus und hl. Hieronymus, alles aus dem Ende des 16. Jahrhunderts. Das Langhaus zeigt gotische Apostelkreuze in Vierpässen aus der zweiten Hälfte des 15. Jahrhunderts.
Die Kirche zeigt außen an der Südwand das barocke Fresko Christophorus und darunter Reste eines gotischen Freskos. Am Chor außen hängt ein Kruzifix nach der Mitte des 18. Jahrhunderts.
Im Friedhof steht neben einem Fragment eines beschrifteten Römersteines ein Grabstein zum Steinmetz Georg Deschmann, gestorben 1857.

## Ausstattung
Die Mensa des Hochaltares ist gotisch mit gemalten Vierpässen, der Aufbau ist Rokoko aus dem dritten Viertel des 18. Jahrhunderts, der Altar zeigt das barocke Hochaltarbild Hll. Johannes der Täufer und Johannes Evangelist.
Der linke Seitenaltar um 1720 hat zwei gedrehte Säulen und Akanthusornament trägt mittig eine neugotische Statue Maria mit Kind. Der rechte Seitenaltar hl. Johannes Nepomuk nennt die Jahresangabe 1732 und hat einen Aufbau mit Volutensäulen und Bandlwerkornament. Beide Seitenaltäre haben auf Leinwand gemalte barocke Antependien.
Das Kruzifix ist wohl aus dem 16. Jahrhundert. Eine Statue hl. Johannes Nepomuk steht vor einem Baldachin. Die Figur Pietà aus dem zweiten Viertel des 18. Jahrhunderts schuf der Bildhauer Balthasar Prandtstätter.
Es gibt barocke Bilder, ein Votivbild mit den Vierzehn Nothelfern, ein Gnadenbild Mariahilf, ein Bild Hieronymus, ein Bild Johannes Evangelist.
Die Orgel nennt die Jahresangabe 1886.